# Aspidogyne decora
Aspidogyne decora là một loài thực vật có hoa trong họ Lan. Loài này được (Rchb.f.) Garay & G.A.Romero mô tả khoa học đầu tiên năm 1998.